# Massimo Stanzione
Massimo Stanzione, dit aussi Stanzioni, né à Orta di Atella (Caserte) vers 1585, mort à Naples vers 1656, est un peintre italien.

## Biographie
Massimo Stanzione a été l'élève de Fabrizio Santafede dès 1603 puis de Battistello Caracciolo dont il apprend les effets de lumière rasante et de dramatisation, propres à l'art du Caravage. Il se perfectionne lors de son séjour à Rome entre 1617 et 1618, et s'oriente vers une peinture éclectique qui trouve son inspiration dans les œuvres diverses de Guido Reni, Artemisia Gentileschi et sa confrontation avec l'art napolitain de Ribera et Filippo Vitale.
Vers le début des années 1630 il se tourne vers la peinture romano-bolonaise de l'école des Carrache et propose un réponse classicisante au naturalisme des élèves de Ribera.
Ses compositions innovantes aux formules claires vont séduire autant le public qu'une clientèle privée et lui permettre de participer aux plus grands chantiers contemporains de Naples, comme la chapelle San Bruno de la chartreuse San Martino, la chapelle royale du Trésor de San Gennaro, ou encore, en 1642, le plafond de la nef de San Paolo Maggiore.
Probablement décédé lors de la grande peste de 1656, Stanzione laisse un atelier prestigieux et de nombreux élèves dont Andrea Vaccaro, le plus réputé.
De son abondante production, on peut retenir ses fresques et toiles pour la chapelle San Mauro (1631-1637) et pour la chapelle Battista (1644-1651) à la chartreuse de San Martino à Naples.

## Œuvres dans les collections publiques et privées

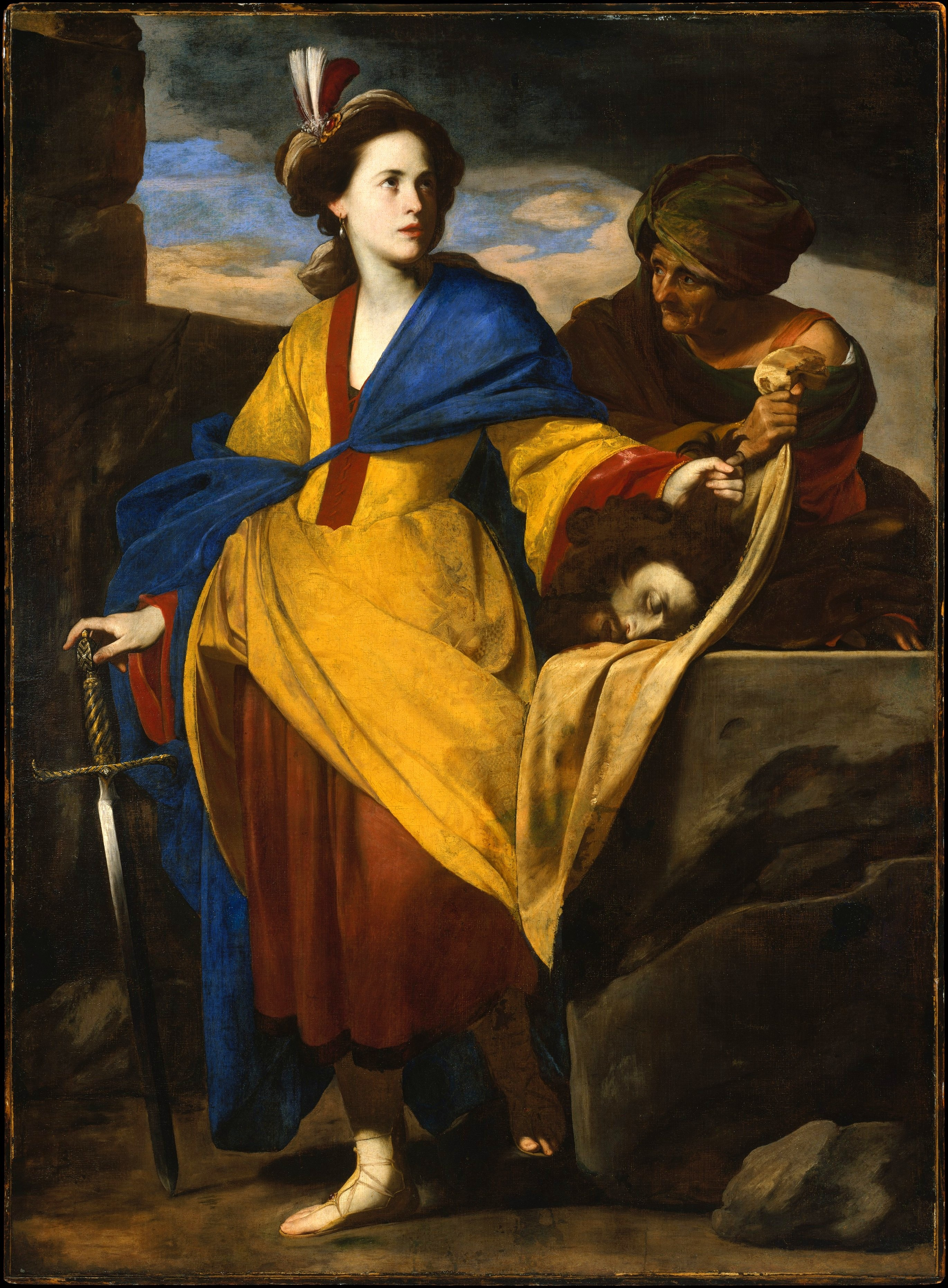
Judith et la tête d'Holopherne (vers 1630–1635), New York, Metropolitan Museum of Art.

- Le Sacrifice de Moïse, 1628-1630, huile sur toile, 288 × 225 cm, musée de Capodimonte, Naples[3]
- Judith et la tête d'Holopherne, vers 1630-1635, New York, Metropolitan Museum of Art
- Suzanne et les vieillards, vers 1631-1637, Nebraska, Joslyn Art Museum
- Suzanne au bain, Francfort-sur-le-Main, Städel Museum
- L'Annonciation, huile sur toile, église Sante Maria della Vittoria, Naples
- Femme en costume napolitain, 1635, Fine Arts Museums of San Francisco
- Sainte Catherine d'Alexandrie, début de 1640, huile sur toile, 124 × 99 cm, Collection Lemme, Rome[4]
- Vierge à l'Enfant, 1640-1645, huile sur toile, 132 × 102 cm, musée du Louvre, Paris[5]
- L'Adoration des bergers, 1645, huile sur toile, 255 × 210 cm, musée de Capodimonte, Naples[3]
- Le Couronnement de la Vierge, 1649, huile sur toile, église San Giovanni Battista delle Monache, Naples
- Chapelle  Battista (1644-1651) à la chartreuse de San Martino à Naples
- Chapelle San Mauro (1631-1637)
- La Mort de Cléopâtre, Saint-Pétersbourg, musée de l'Ermitage
- Le Massacre des Innocents, huile sur toile, 127 × 153 cm, Collection von Harrach, Basse-Autriche[6]
- Saint Éloi, saint Denis et saint Martin, église Sant'Eligio Maggiore de Naples

## Élèves
- Bernardo Cavallino
- Francesco Guarino
- Giacinto de Popoli
- Andrea Malinconico
- Agostino Beltrano et sa femme Aniella di Beltrano
- Antonio de Bellis